# 941
941 (CMXLI) je bilo navadno leto, ki se je po julijanskem koledarju začelo na petek.

## Dogodki
- 1. januar

## Rojstva
- Brian Boru, irski kralj († 1014)
- Lotar, kralj Zahodne Frankovske († 986)